# Sam Haden
Samson Haden (17 tháng 1 năm 1902 – 1974) là một cầu thủ bóng đá người Anh thi đấu ở Football League cho Arsenal và Notts County. Ông cũng có 10 năm làm huấn luyện viên của Peterborough United.